# Девствената съпруга
„Девствената съпруга“ (на испански: La esposa virgen) е мексиканска теленовела от 2005 г., продуцирана от Салвадор Мехия за Телевиса. Създадена е от Лиляна Абуд, базирана върху оригиналната радионовела Tormenta de pasiones, написана от Каридад Браво Адамс.
В главните роли са Адела Нориега, Хорхе Салинас и Серхио Сендел, а в отрицателните – Лилия Арагон, Арлет Теран и Роберто Баястерос.

## Сюжет
Вирхиния Алфаро дел Сур пристига с по-малкия си брат, Диего, в малкото градче Сан Франсиско де лос Ареналес, за да погребе починалия ѝ съпруг, генерал Франсиско Ортис. Вирхиния е придружена и от капитан Фернандо Ортис, племенник на генерала, но Фернандо презира вдовицата, защото смята, че заради облаги се е омъжила за чичо му. Останалата част от местните, също посрещат студено Вирхиния, с изключение на доктор Хосе Гуадалупе Серано, който се отнася любезно с вдовицата.
Пристигайки в имението на покойния си съпруг, Вирхиния открива, че всичко е в много лошо състояние. Младата вдовица не подозира, че всичко е било добре планирано от Аурелия Бетанкурт, майката на Фернандо.
Вирхиния се запознава с Бланка де ла Фуенте, съпругата на Хосе Гуадалупе, и между тях се заражда добро приятелство. В същото време, Вирхиния се влюбва в Хосе Гуадалупе, но тя не иска да наранява Бланка, която страда от нелечима болест. Така Вирхиния решава да потисне чувствата си и да забрави своя любим.
Младата вдовица трябва да се изправи и срещу други проблеми, създавани от Аурелия, която се опитва да отстрани, по пътя към имуществото на брат си, Вирхиния. Омразата на Аурелия става още по-голяма, когато разбира, че синът ѝ е влюбен във Вирхиния. Към омразата на Аурелия се прибавя и омразата на Олга Баркин, амбициозно и егоистично момиче, която е влюбена в доктора и се стреми да унищожи Вирхиния.

## Актьори
Част от актьорския състав:
- Адела Нориега – Вирхиния Алфаро дел Сур
- Хорхе Салинас – Хосе Гуадалупе Крус
- Серхио Сендел – Фернандо Ортис Бетанкурт
- Лилия Арагон – Аурелия Бетанкурт вдовица де Ортис
- Роберто Баястерос – Кристобал
- Сесар Евора – Едмундо Риваденейра
- Арлет Теран – Олга Баркин
- Наталия Есперон – Бланка де ла Фуенте
- Ото Сирго – д-р Мисаел Мендоса
- Делия Касанова – Клеменсия
- Игнасио Лопес Тарсо – Генерал Франсиско Ортис
- Луис Баярдо – Серхио Валдес
- Алма Муриел – Мерседес
- Лурдес Мунгия – Аида
- Карлос Камара мл. – Артуро Паласиос
- Марта Офелия Галиндо – Мариана
- Арлете Пачеко – Соледад Риваденейра
- Алехандро Руис – Лорето Ариага
- Оскар Травен – Роландо Паласиос
- Илда Агире – Ракела Паласиос
- Хуан Игнасио Аранда – Данте
- Алехандра Барос – Сесилия

## Премиера
Премиерата на Девствената съпруга е на 18 юли 2005 г. по Canal de las Estrellas. Последният 69. епизод е излъчен на 21 октомври 2005 г.

## Награди и номинации
Награди TVyNovelas (2006)
| Категория                                | Номинация               | Резултат   |
| Най-добра теленовела                     | Салвадор Мехия          | Номиниран  |
| Най-добра актриса в главна роля          | Адела Нориега           | Номинирана |
| Най-добра актриса в отрицателна роля     | Лилия Арагон            | Номинирана |
| Най-добра първа актриса                  | Делия Касанова          | Печели     |
| Най-добър пръв актьор                    | Луис Баярдо             | Номиниран  |
| Най-добра актриса във второстепенна роля | Наталия Есперон         | Номинирана |
| Най-добър актьор във второстепенна роля  | Сесар Евора             | Номиниран  |
| Най-добро детско участие                 | Раул Себастиан Виляреал | Номиниран  |

## Адаптации
- Девствената съпруга е базирана на радионовелата Tormenta de pasiones написана от Каридад Браво Адамс.
- Telesistema Mexicano създава първата адаптация със същото име като оригинала, Tormenta de pasiones, през 1965 г., с участието на Ектор Андремар и Тере Веласкес.